# Cyclaulus trispilus
Cyclaulus trispilus är en stekelart som beskrevs av Henry Keith Townes, Jr. 1970. Cyclaulus trispilus ingår i släktet Cyclaulus och familjen brokparasitsteklar. Inga underarter finns listade i Catalogue of Life.